# صباح الأحمد الجابر الصباح
الشيخ صَبَاح الأَحمَد الصَّباح (8 محرم 1348 هـ / 16 يونيو 1929 - 29 سبتمبر 2020)؛ أمير دولة الكويت خلال الفترة 29 يناير 2006 حتى وفاته في 29 سبتمبر 2020، والشيخ صباح هو الأمير الخامس عشر منذ تأسيس إمارة الكويت، والأمير الخامس بعد الاستقلال من المملكة المتحدة. وهو الابن الرابع للشيخ أحمد الجابر الصباح حاكم الكويت من منيرة العثمان السعيد العيّار.
تلقى تعليمه في المدرسة المباركية. هو أوّل وزير إعلام، وثاني وزير خارجية في تاريخ الكويت. ترأس وزارة الشؤون الخارجية للكويت طيلة أربعة عقود من الزمن، ويعود له الفضل خلالها في توجيه السياسة الخارجية للدولة والتعامل مع الغزو العراقي للكويت في عام 1990. تولى مقاليد الحكم في دولة الكويت في 29 يناير 2006 خلفًا للشيخ سعد العبد الله السالم الصباح الذي تنازل عن الحكم بسبب أحواله الصحية، وبعد أن انتقلت السلطات الأميرية إليهِ بصفته رئيس مجلس الوزراء، قام مجلس الوزراء في 24 يناير 2006، بتزكيته أميرًا للبلاد، وقد بايعه أعضاء مجلس الأمة بالإجماع في جلسة خاصة انعقدت في 29 يناير 2006. وهو الأمير الثالث الذي يؤدّي اليمين الدستورية أمام مجلس الأمة في تاريخ الكويت.
إبّان رئاسته لمجلس الوزراء حصلت المرأة الكويتية على حقوقها السياسية تنفيذًا لتوجيهات أمير البلاد آنذاك الشيخ جابر الأحمد الجابر الصباح، ثم وزّرت أوّل امرأة في حكومة برئاسته عام 2005، تلا ذلك مشاركة المرأة في العملية الانتخابية في أوّل انتخابات نيابية بعد توليه مسند الإمارة، ومن ثمَّ تُوجّت سياسته الإصلاحية تلك بدخول المرأة لأوّل مرة عضوًا في مجلس الأمة في ثالث انتخابات نيابية تجري في عهده، وقد سمح للمرأة بدخول السلك العسكري، كذلك أعاد التجنيد العسكري الإلزامي في الكويت.
كرَّمته الأمم المتحدة في 9 سبتمبر 2014 بلقب «قائد للعمل الإنساني» وسُمِّيَت الكويتُ «مركزًا للعمل الإنساني» تقديرًا من المنظمة الدولية للجهود الذي بذلها الأمير وبذلتها الكويت خدمة للإنسانية. لُقِّب بـ«شيخ الدبلوماسيين العرب والعالم» و«عميد الدبلوماسية العربية والكويتية». يرى مراقبون أنّه اتبع في عهده سياسة إصلاحية، فترسَّخت الحياة الديمقراطية وزادت الحريّات الإعلامية، وانتشرت الصحف والمنابر الإعلامية وتوسّعت مساحات النقد في الكويت، بينما يرى آخرون أن قانون «مكافحة جرائم تقنية المعلومات» الذي أقره البرلمان الكويتي في 2015، إضافة إلى حدث سحب الجنسيات وحبس معارضين مثل مسلم البراك بتهمة إهانة الأمير، حدَّ من سقف حرية التعبير في عهده في الكويت.
شهدت الكويت في عهده نهضة تنمويّة شملت مختلف المجالات، تنفيذًا لتطلّعاته بتحويل الكويت إلى مركز مالي وتجاري عالمي.

## الاسم والنسب
هو صباح (الرابع) بن الأمير أحمد بن الأمير جابر الثاني بن الشيخ مبارك الكبير بن الشيخ صباح الثاني بن الشيخ جابر الأوّل بن الشيخ عبد الله الأوّل بن الشيخ صباح الأوّل بن جابر بن سلمان بن أحمد. وصباح الأوّل يَنتسبُ إليه جميع حكام وأمراء الكويت منذ القرن الثامن العشر، وباسمهِ تسمَّت الأسرة الحاكمة فيها.
وصباح الأحمد هو الابن الرابع من الأبناء الذكور لأحمد الجابر الصباح أمير الكويت العاشر من زوجته منيرة العثمان السعيد العيّار. وهو الأخ غير الشقيق لأمير الكويت الراحل جابر الأحمد.

## الولادة والنشأة والتعليم
ولد صباح الأحمد في مدينة الجهراء شمال غرب الكويت العاصمة، في 16 يونيو من عام 1929. وكانت الجهراء حينئذ قرية زراعية. وعاش طفولته تلك في كنف أخواله «آل العيّار»، الذين يُعدّون من كباريات الأسر الكويتية في تلك المنطقة، التي غدت مدينة ثم محافظة بعد ذلك. وقد توزّر من أبنائها كل من حمد العيّار وطلال العيّار وهما أخوان شقيقان، تعد والدة صباح الأحمد ابنة عم لهما، وقد تربّت والدته في بيت والدهما «مبارك الحمد العيّار»، إذ كانت يتيمة ولم ينجب والدها «عثمان حمد العيار» غيرها فاحتضنها عمّها «مبارك الحمد العيّار»، الذي زوّجها لأحمد الجابر، لتنجب له صباح. انتقل من الجهراء إلى قصر السيف وهو بعمر الرابعة، حيث كبر مع أخيه جابر في كنف الشيخة بيبي السالم الصباح والدة جابر التي عدّته أحد أبناءها وكانت تحبه أكثر من حبّها لجابر على حد وصف صباح. تلقى صباح تعليمه في المدرسة المباركية رفقة أخيه جابر، سعد العبد الله، جابر العلي وسالم العلي. ثم قام والده أحمد الجابر الصباح بإيفاده إلى بعض الدول للدراسة واكتساب الخبرات والمهارات السياسية وليتعرّف كذلك على طبيعة الأنظمة والعمل والإدارة في عدد من الدول الأوروبية والآسيوية. كذلك ساهمت تلك الفترة التي كانت بين نشأته واستقلال الكويت عام 1961، في مدّه بتجارب وبأساليب الحكم وشروط الإدارة، ذلك لأنه كان ابنًا لحاكم استمر لثلاثة عقود على رأس الحكم (1921-1950). بذلك فقد واكب صباح إدارة وتعاطي والده أحمد الجابر الصباح مع الأحداث والمتغيرات الداخلية، كما أن العالم آنذاك كان حافلًا بأحداث سياسية وعسكرية عظيمة، أبرزها الحرب العالمية الثانية التي انعكست أحداثها على جميع دول وسكان الأرض. كذلك الأحداث التي تسارعت في المنطقة العربية، مثل النكبة، انقلاب 23 يوليو في مصر، انقلاب 14 تمّوز في العراق والانقلابات العسكرية التي تتابعت في المنطقة العربية، ساعدته على فهم السياسة والمتغيّرات الدولية بشكل أفضل. هذه التنشئة (في قصر الحكم) خلقت لدى صباح الوعي الاجتماعي والسياسي ومكنته من الإلمام بالشأن العام إن كان في الكويت والمحيط العربي والعالمي، مما ساهم بشكل واضح ليكون أحد أعمدة الحكم الرئيسية في دولة الكويت.

## العمل السياسي (قبل الاستقلال)
في 19 يوليو 1954، كانت البداية الحقيقية لصباح في الدخول للمجال السياسي والعمل في الشأن العام، إذ عَيَّنَهُ أمير الكويت آنذاك، عبد الله السالم الصباح، عضوًا في «اللجنة التنفيذية العليا» وهي بمثابة مجلس الوزراء في يومنا هذا، وقد عُهد إليها بمهمة تنظيم دوائر الدولة ووضع خطط عملها ومتابعة التخطيط فيها، وبعد انتهاء هذه اللجنة من عملها تم تعيينه في العام 1955 رئيسًا لـ«دائرة الشؤون الاجتماعية والعمل»، والدوائر الحكومية في الكويت ما قبل الاستقلال كانت بمصاف الوزارات في عصرنا الحالي. وفي فترة توليه «دائرة الشؤون الاجتماعية والعمل» كان يبدي اهتمامًا بالمشاريع الاجتماعية، حيث كان يؤيد وضع القواعد التنظيمية من أجل إفساح فرص العمل الملائم للمواطنين وكان يساعد على استقرار العلاقة بين العمال وأصحاب العمل وتنظيم الهجرات الأجنبية التي تدفقت على الكويت بعد استخراج النفط. وقام باستحداث مراكز التدريب الفني والمهني للفتيات ورعاية الطفولة والأمومة والمسنين وذوي الاحتياجات الخاصة وتشجيع قيام الجمعيات النسائية ورعاية الشباب وإعداده نفسيًا واجتماعيًا وبدنيًا والعناية بالمسرح، وأنشأ الأندية الرياضية، إضافة إلى إنشائه أوّل مركز لرعاية الفنون الشعبية في الكويت.
وفي عام 1956 عُيّن عضوًا في الهيئة التنظيمية للمجلس الأعلى، وهو المجلس الذي كان يساعد أمير الكويت في إدارة شؤون الحكم في البلاد. وفي عام 1957 أضيفت إلى مهامه رئاسة «دائرة المطبوعات والنشر». خلال رئاسته إدارة المطبوعات والنشر، تم إصدار الجريدة الرسمية للكويت تحت اسم «الكويت اليوم» لتسجيل كافة الوقائع الرسمية، وتم إنشاء مطبعة الحكومة، ذلك لتلبية احتياجات الحكومة من المطبوعات، وتم تشكيل لجنة خاصة لمشروع كتابة تاريخ الكويت، وأُصدِرَ قانون المطبوعات والنشر الذي شجع الصحافة السياسية وكفل حريتها في حدود القانون. وقد برز خلال تلك الفترة اهتمام صباح بإحياء التراث العربي وإعادة نشر الكتب والمخطوطات العربية القديمة. وخلال أقل من عامين من رئاسته لدائرة المطبوعات والنشر تم استصدار أشهر مطبوعة عربية ثقافية في الوطن العربي، استطاعت أن تجمع العرب حولها من البحر إلى البحر، والتي أطلق عليها مسمى مجلة العربي التي انطلقت بتوجيهات مباشرة منه واستقدم لرئاسة تحريرها في أول مراحلها المفكر العربي د. أحمد زكي، وقد وصفها صباح الأحمد عند تصدير المجلة في عدّدها الأوّل بأنّها «هدية الكويت للعرب». ويحسب لصباح الأحمد في بواكير عمله السياسي أنه ربط بلاده بنشر الثقافة الكويتية في محيطها العربي إضافة إلى ربط الوعي المجتمعي الكويتي بالوعي الجمعي العربي، وظهر هذا جليّا في التوجّهات التي كانت تحكم مطبوعات الكويت، وكذلك ثبت هذا التوجّه بعد أن تولّى صباح الأحمد وزارة الإعلام في أوّل وزارة تتشكّل في تاريخ الكويت.

## العمل السياسي (بعد الاستقلال)

### تولي وزارة الخارجية

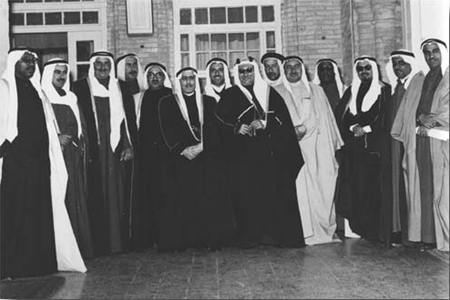
التشكيل الوزاري الأوّل، يظهر الشيخ صباح في منتصف الصورة

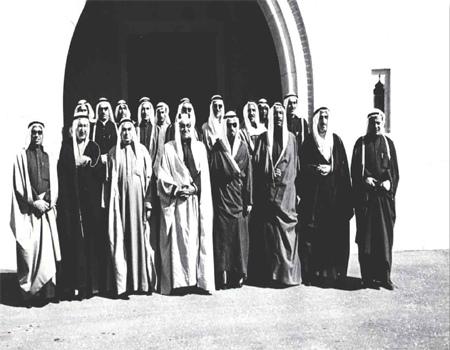
التشكيل الوزاري الخامس، الشيخ صباح يقف خلف الشيخ سعد والشيخ جابر.

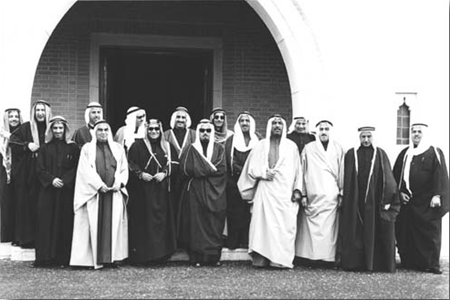
التشكيل الوزاري السادس (1967)، الشيخ صباح يقف خلف الشيخ سعد والشيخ جابر.

بعد استقلال دولة الكويت عن المملكة المتحدة في 19 يونيو 1961، أصدر أمير الكويت عبد الله السالم الصباح مرسومًا أميريًا في 26 أغسطس 1961 بإنشاء «المجلس الأعلى» الذي كان بمثابة مجلس وزاري يدير أعمال الحكومة، ونص المرسوم على أن يشترك في عضوية ذلك المجلس جميع رؤساء الدوائر الحكومية (وهم ثمانية أعضاء من الأسرة الحاكمة)، حيث أصبح صباح الأحمد عضوًا في ذلك المجلس بحكم توليه رئاسة دائرتي «المطبوعات والنشر» و«الشؤون الاجتماعية والعمل». وكان من مهام «المجلس الأعلى» وضع قانون لانتخاب أوّل «مجلس تأسيسي» في الكويت مهمته كتابة دستور للدولة. وعندما أجريت انتخابات المجلس التأسيسي الكويتي في 30 ديسمبر 1962، شُكِّل في 17 يناير 1962 أول مجلس وزراء (حكومة وزارية) في تاريخ دولة الكويت برئاسة أمير الكويت عبد الله السالم الصباح. إثر ذلك حوّلت الدوائر الحكومية في كويت ما قبل الاستقلال إلى وزارات، حيث تحوّلت «دائرة المطبوعات والنشر» إلى «وزارة الإرشاد والإنباء» وعُيّن صباح الأحمد وزيرًا للإرشاد والأنباء (الإعلام كما تعرف الآن) في الحكومة الأولى. وبصفته عضوًا في الحكومة، أصبح عضوًا في «المجلس التأسيسي» الذي باشر بعملية وضع الدستور. وهو أوّل وزير إعلام في تاريخ دولة الكويت. وخلال توليه «وزارة الإرشاد والأنباء» قاد عملية دعم وتطوير وسائل الإعلام في الكويت، وبناء على ذلك ضمّت الوزارة دار الإذاعة والتلفزيون والسينما والمسرح وقطاع السياحة، ويقول من تصدّوا لكتابة سيرته أنّه جعل هذه القطاعات تعمل بتنسيق وتناغم للوصول إلى أهداف تخدم المجتمع والصالح العام، وقد ظهرت نتائج هذا العمل عندما قامت هذه القطاعات بدور وطني بارز في دحض الافتراءات التي أطلقها حكام العراق السابقون بحق الكويت وسيادتها، أبرزها افتراءات نظام عبد الكريم قاسم ضد الكويت.
وعندما انتهى «المجلس التأسيسي» من وضع الدستور وعقب التصديق عليه، انتُخِبَ أعضاء الفصل التشريعي الأوّل لمجلس الأمة في 28 يناير 1963، إثر ذلك عُيِّن صباح السالم الصباح رئيسًا لمجلس الوزراء بالإضافة إلى منصبه وليًا للعهد وذلك في 2 فبراير 1963، حيث شكّل ثاني وزارة في تاريخ الكويت، وبدوره قام بتعيين صباح الأحمد خلفا له في وزارة الشؤون الخارجية كثاني وزير خارجية في تاريخ دولة الكويت.
يعد صباح الأحمد المهندس الإستراتيجي للدبلوماسية الكويتية العربية والباني الحقيقي لها. فوزارة الخارجية الكويتية على الصعيد العربي والعالمي في عهد وزيرها الأوّل صباح السالم في التشكيل الوزاري الأوّل، لم تكن بعد قد اكتمل تأسيسها ولم تكن البعثات الخارجية للدولة قد انتشرت دوليا كما حصل بعد ذلك. وقد جاء صباح للوزارة مركّزًا على الانفتاح والتضامن والدمج والتناغم مع المصالح العربية. ليستمر إثرها وزيرًا للخارجية طيلة أربعة عقود من الزمن. وبالإضافة إلى وزارة الخارجية التي شغلها منذ التشكيل الوزاري الثاني في الكويت ما بعد الاستقلال، شغل صباح وزارات أخرى بعضا منها بالوكالة، أبرزها كانت وزارة الإعلام التي شغلها أربع مرات، مرتان منها بالوكالة، حيث سبق الإشارة إلى أنّه كان أوّل وزير للإعلام (للإرشاد والأنباء في مسماها القديم) لمّا عيّن في التشكيل الوزاري الأوّل. وفي التشكيل الوزاري الثاني، عاد وزيرًا للإرشاد والأنباء بالوكالة في 29 ديسمبر 1963 وحتى 13 مارس 1964 بعد أن استقال مبارك العبد الله الأحمد الصباح من الوزارة. وفي المرة الثالثة تولى وزارة الإعلام بالوكالة بمسمّاها الجديد ما بين 2 فبراير 1971 وحتى 3 فبراير 1975، وذلك في التشكيل الوزاري السابع لحكومة دولة الكويت، حيث أصبحت «وزارة الإرشاد والأنباء» تسمى «وزارة الإعلام»، وذلك تماشيا مع قرار مجلس وزراء الإعلام العرب في دور انعقاده العادي السادس في القاهرة في شهر يناير عام 1970 الذي دعا حكومات الدول الأعضاء إلى النظر بتوحيد تسمية الوزارات المختصة بشؤون الإعلام تحت مسمى «وزارة الإعلام». والمرة الأخيرة كانت في التشكيل الوزاري الحادي عشر، في 4 مارس 1981 حيث عيّن وزيرا للإعلام بالوكالة، ثم عدّل التشكيل الوزاري فألحقت الوزارة به بصفته وزيرا للإعلام في 8 فبراير 1982 واستمر على رأس وزارة الإعلام حتى 3 مارس 1985. كذلك شغل وزارة المالية والنفط وزيرًا بالوكالة (كانت وزارة واحدة) في التشكيل الوزاري الخامس بعد الاستقلال، وذلك في الفترة الممتدة ما بين 4 ديسمبر 1965 إلى 28 يناير 1967 ليترأس إثر ذلك مجلس إدارة الصندوق الكويتي للتنمية الاقتصادية العربية طيلة تلك الفترة. وفي التشكيل الوزاري العاشر بعد الاستقلال، عُيّن وزيرًا للداخلية بالوكالة في الفترة الممتدة ما بين 16 فبراير 1978 وحتى 18 مارس 1978. وبحكم منصبه وزيرًا أصبح عضوًا في مجلس الأمة، وكان خلال هذه الفترة يترأس نادي المعلمين الكويتي.
فيما يلي جدول بالمناصب الوزارية التي تولّاها بعد الاستقلال:
| التشكيلات الوزارية ما بعد الاستقلال (رئيس الوزراء)                                                                      | المنصب الوزاري الذي تولّاه                                     | من تاريخ       | حتى تاريخ      | مرسوم رقم               | سبب صدور المرسوم                     |
| --- | ------------------------------------------------------------- | -------------- | -------------- | ----------------------- | ------------------------------------ |
| التشكيل الوزاري الأوّل (1962) (عبد الله السالم الصباح)                                                                   | وزارة الإرشاد والأنباء (الإعلام)                              | 17 يناير 1962  | 26 يناير 1963  | مرسوم رقم 3 لسنة 1962   | تشكيل الوزارة الأولى                 |
| التشكيل الوزاري الثاني (1963) (صباح السالم الصباح)                                                                      | وزارة الشؤون الخارجية                                         | 28 يناير 1963  | 30 نوفمبر 1964 | مرسوم رقم 9 لسنة 1963   | تشكيل الوزارة الثانية                |
| التشكيل الوزاري الثاني (1963) (صباح السالم الصباح)                                                                      | وزارة الإرشاد والأنباء (الإعلام)                              | 29 ديسمبر 1963 | 13 مارس 1964   | مرسوم رقم 99 لسنة 1963  | تعيين وزير الإرشاد والأنباء بالنيابة |
| التشكيل الوزاري الثالث (1964) (صباح السالم الصباح)                                                                      | وزارة الشؤون الخارجية                                         | 6 ديسمبر 1964  | 28 ديسمبر 1964 | مرسوم رقم 172 لسنة 1964 | تشكيل الوزارة الثالثة                |
| التشكيل الوزاري الرابع (1965/1) (صباح السالم الصباح)                                                                    | وزارة الشؤون الخارجية                                         | 3 يناير 1965   | 27 نوفمبر 1965 | مرسوم رقم 1 لسنة 1965   | تشكيل الوزارة الرابعة                |
| التشكيل الوزاري الخامس (1965/2) (جابر الأحمد الجابر الصباح)                                                             | وزارة الشؤون الخارجية                                         | 4 ديسمبر 1965  | 28 يناير 1967  | مرسوم رقم 156 لسنة 1965 | تشكيل الوزارة الخامسة                |
| التشكيل الوزاري الخامس (1965/2) (جابر الأحمد الجابر الصباح)                                                             | وزارة المالية والنفط بالوكالة                                 | 4 ديسمبر 1965  | 28 يناير 1967  | مرسوم رقم 156 لسنة 1965 | تشكيل الوزارة الخامسة                |
| التشكيل الوزاري السادس (1967) (جابر الأحمد الجابر الصباح)                                                               | وزارة الشؤون الخارجية                                         | 4 فبراير 1967  | 26 يناير 1971  | مرسوم رقم 15 لسنة 1967  | تشكيل الوزارة السادسة                |
| التشكيل الوزاري السابع (1971) (جابر الأحمد الجابر الصباح)                                                               | وزارة الشؤون الخارجية                                         | 2 فبراير 1971  | 1 فبراير 1975  | مرسوم رقم 21 لسنة 1971  | تشكيل الوزارة السابعة                |
| التشكيل الوزاري السابع (1971) (جابر الأحمد الجابر الصباح)                                                               | وزارة الإعلام بالوكالة                                        | 2 فبراير 1971  | 1 فبراير 1975  | مرسوم رقم 21 لسنة 1971  | تشكيل الوزارة السابعة                |
| التشكيل الوزاري الثامن (1975) (جابر الأحمد الجابر الصباح)                                                               | وزارة الشؤون الخارجية                                         | 9 فبراير 1975  | 29 أغسطس 1976  | مرسوم رقم 32 لسنة 1975  | تشكيل الوزارة الثامنة                |
| التشكيل الوزاري التاسع (1976) (جابر الأحمد الجابر الصباح)                                                               | وزارة الشؤون الخارجية                                         | 6 سبتمبر 1976  | 22 يناير 1978  | مرسوم رقم 172 لسنة 1976 | تشكيل الوزارة التاسعة                |
| التشكيل الوزاري العاشر (1978) (سعد العبد الله السالم الصباح)                                                            | نائبا لرئيس مجلس الوزراء ووزيرًا للخارجية                      | 16 فبراير 1978 | 24 فبراير 1981 | مرسوم رقم 12 لسنة 1978  | تشكيل الوزارة العاشرة                |
| التشكيل الوزاري العاشر (1978) (سعد العبد الله السالم الصباح)                                                            | وزارة الداخلية بالوكالة                                       | 16 فبراير 1978 | 18 مارس 1978   | مرسوم رقم 12 لسنة 1978  | تشكيل الوزارة العاشرة                |
| التشكيل الوزاري الحادي عشر (1981) (سعد العبد الله السالم الصباح)                                                        | نائبا لرئيس مجلس الوزراء ووزيرًا للخارجية                      | 4 مارس 1981    | 23 فبراير 1985 | مرسوم رقم 41 لسنة 1981  | تشكيل الوزارة الحادية عشرة           |
| التشكيل الوزاري الحادي عشر (1981) (سعد العبد الله السالم الصباح)                                                        | وزارة الإعلام بالوكالة                                        | 4 مارس 1981    | 7 فبراير 1982  | مرسوم رقم 26 لسنة 1982  | تشكيل الوزارة الحادية عشرة           |
| التشكيل الوزاري الحادي عشر (1981) (سعد العبد الله السالم الصباح)                                                        | وزارة الإعلام                                                 | 8 فبراير 1982  | 23 فبراير 1985 | مرسوم رقم 26 لسنة 1982  | تعديل - تعيين                        |
| التشكيل الوزاري الثاني عشر (1985) (سعد العبد الله السالم الصباح)                                                        | نائبا لرئيس مجلس الوزراء ووزيرًا للخارجية                      | 3 مارس 1985    | 7 مارس 1986    | مرسوم رقم 23 لسنة 1985  | تشكيل الوزارة الثانية عشرة           |
| التشكيل الوزاري الثالث عشر (1986) (سعد العبد الله السالم الصباح)                                                        | نائبا لرئيس مجلس الوزراء ووزيرًا للخارجية                      | 12 يوليو 1986  | 12 يونيو 1990  | مرسوم رقم 144 لسنة 1986 | تشكيل الوزارة الثالثة عشرة           |
| التشكيل الوزاري الرابع عشر (1990) (سعد العبد الله السالم الصباح)                                                        | نائبا لرئيس مجلس الوزراء ووزيرًا للخارجية                      | 20 يونيو 1990  | 20 مارس 1991   | مرسوم رقم 93 لسنة 1990  | تشكيل الوزارة الرابعة عشرة           |
| التشكيل الوزاري الخامس عشر (1991) (سعد العبد الله السالم الصباح) (أوّل تشكيل وزاري بعد تحرير الكويت من الاحتلال العراقي) | (لأوّل مرة منذ الاستقلال لم يشارك في التشكيل الوزاري)          | 20 أبريل 1991  | 7 أكتوبر 1992  | مرسوم رقم 19 لسنة 1991  | تشكيل الوزارة الخامسة عشرة           |
| التشكيل الوزاري السادس عشر (1992) (سعد العبد الله السالم الصباح)                                                        | نائبًا أوّل لرئيس مجلس الوزراء ووزيرًا للخارجية                  | 17 أكتوبر 1992 | 8 أكتوبر 1996  | مرسوم رقم 198 لسنة 1992 | تشكيل الوزارة السادسة عشرة           |
| التشكيل الوزاري السابع عشر (1996) (سعد العبد الله السالم الصباح)                                                        | نائبًا أوّل لرئيس مجلس الوزراء ووزيرًا للخارجية                  | 15 أكتوبر 1996 | 16 مارس 1998   | مرسوم رقم 230 لسنة 1996 | تشكيل الوزارة السابعة عشرة           |
| التشكيل الوزاري الثامن عشر (1998) (سعد العبد الله السالم الصباح)                                                        | نائبًا أوّل لرئيس مجلس الوزراء ووزيرًا للخارجية                  | 22 مارس 1998   | 4 يوليو 1999   | مرسوم رقم 42 لسنة 1998  | تشكيل الوزارة الثامنة عشرة           |
| التشكيل الوزاري التاسع عشر (1999) (سعد العبد الله السالم الصباح)                                                        | نائبًا أوّل لرئيس مجلس الوزراء ووزيرًا للخارجية                  | 13 يوليو 1999  | 29 يناير 2001  | مرسوم رقم 169 لسنة 1999 | تشكيل الوزارة التاسعة عشرة           |
| التشكيل الوزاري العشرون (2001) (سعد العبد الله السالم الصباح)                                                           | نائبًا أوّل لرئيس مجلس الوزراء ووزيرًا للخارجية                  | 14 فبراير 2001 | 6 يوليو 2003   | مرسوم رقم 47 لسنة 2001  | تشكيل الوزارة العشرين                |
| التشكيل الوزاري الحادي والعشرون (2003) (برئاسته)                                                                        | رئيس مجلس الوزراء (إثر فصل منصب ولاية العهد عن رئاسة الوزراء) | 13 يوليو 2003  | 30 يناير 2006  | مرسوم رقم 145 لسنة 2003 | تشكيل الوزارة الحادية والعشرين       |

## سياسة الكويت الخارجية

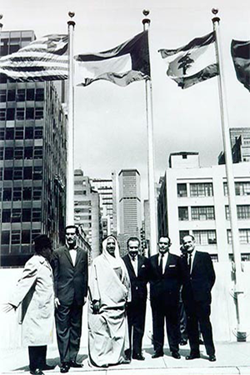
صورة الشيخ صباح عندما تم رفع علم دولة الكويت لأوّل مرة أمام مبنى منظمة الأمم المتحدة في نيويورك في العام 1963.

كان صباح الأحمد أول من رفع علم الكويت فوق مبنى هيئة الأمم المتحدة بعد قبولها انضمام الكويت في 14 مايو 1963، حيث أصدرت الجمعية العامة للأمم المتحدة القرار رقم (1872) بقبول دولة الكويت في عضوية المنظمة لتصبح بذلك العضو رقم (111). وفي ذلك اليوم التاريخي في مسيرة الكويت خاطب صباح الأحمد الجابر الصباح الجمعية العامة للأمم المتحدة قائلا «إن انتماء الكويت إلى النشاط الدولي يدل بوضوح على أن الاستقلال والعضوية في الأمم المتحدة ليسا نهاية بحد ذاتها بل هما وسيلتان للمشاركة في المسؤولية لتحقيق حياة أفضل لشعبها وشعوب دول العالم». وصفَهُ فؤاد بطرس وزير الخارجية اللبناني في مذكراته قائلًا: «إن الشيخ صباح الأحمد الصباح يتمتّع بقدرة فائقة على المناورة». لقّب بـ«شيخ الدبلوماسيين العرب والعالم» و«عميد الدبلوماسية الكويتية والعربية».

### تنمية الدول العربية
ومن خلال توليه وزارة الخارجية، أصبح صباح الأحمد رئيسًا للجنة الدائمة لمساعدات الخليج العربي في عام 1963. حيث قام بإعطاء المنح دون مقابل للدول الخليجية والعربية، وقد امتد عمل اللجنة عندما تولى رئاسته إلى اليمن الجنوبي واليمن الشمالي وسلطنة عمان وجنوب السودان، وأنشأت الكويت مكتبًا لها في دبي للإشراف على الخدمات التي تقدمها ومنها الخدمات الاجتماعية والتنموية، وحتى عام 1969 كان للكويت في الإمارات 43 مدرسة وما يقرب من 850 مُدَرِّسًا ومُدَرِّسة تتولّى الكويت دفع رواتبهم بالكامل، وكانت الكويت تتكفّل بمصاريف هذه المدارس بما فيها الوجبات الغذائية التي تقدّم للطلاب، وقد ظلّت المقرّرات الدراسية الكويتية معتمدة في الإمارات لمدة حتى بعد قيام الاتحاد. وعندما عُهِدَتْ إليه وزارة الإعلام من جديد إضافة إلى وزارة الخارجية، عمل على إنشاء محطة للإرسال الإذاعي في الشارقة من أجل بث الإرسال الإذاعي في جميع أنحاء الإمارات العربية المتحدة، كذلك اهتم بإنشاء محطة إرسال تلفزيوني في دبي.

### أهم أعمال الخارجية الكويتية
وأثناء ولايته للشؤون الخارجية، برز دور دولة الكويت وسيطًا حياديًا كأهم خصائص سياسة الكويت الخارجية. وكانت أول تجربة كويتية للقيام بدور الوسيط الدولي قد حدثت منتصف الستينيات من القرن الماضي.
- بين عامي 1965-1966، قام صباح الأحمد بالوساطة بين مصر والسعودية لحل الصراع العسكري الذي ظهر بين الدولتين على الأراضي اليمنية.[88] حيث استضافت الكويت في عام 1966 اجتماعات بين الأطراف المصرية والسعودية واليمنية، وحققّت الخارجية الكويتية إذ ذاك إنجازا تاريخيا بتنظيمها لقاء جمع جميع الأطراف المتحاربة في الشطر الشمالي من اليمن الذي كان منقسما، حيث انعقد اللقاء بين الجمهوريين والملكيين مع ممثلي مصر والسعودية لوضع حد للحرب الأهلية اليمنية التي كانت مشتعلة آنذاك، وقد تابع هذا الأمر عندما استؤنفت الاجتماعات في الكويت في أغسطس 1966.[89]
- في عام 1968، أسهمت الخارجية الكويتية تحت قيادته بجهود وساطة لحل قضية المطالبة الإيرانية بالبحرين، إذ نظّمت اجتماعات بين مندوبي البلدين في مقر الممثلية الكويتية في جنيف، نتج عنها اتفاق الطرفين على عرض القضية على الأمم المتحدة، والتي انتهت بإجراء استفتاء شعبي واستقلال البحرين في عام 1971.[88]
- في عام 1969 بذل جهود واضحة من خلال محاولة توسط من أجل الوصول إلى حل للنزاع الحدودي بين العراق وإيران، حول السيادة على شط العرب.[88] وفي عام 1975 عندما وقّعت اتفاقية الجزائر بين صدام حسين ومحمد رضا بهلوي، والتي بموجبها تنازل العراق عن حق السيادة على كامل شط العرب، لم يؤيد صباح تلك الاتفاقية التي رآها هضمت حق العراق.[90]
- في عام 1970، ضمن أعمال جامعة الدول العربية، شارك صباح في جهود تسوية الصراع المسلح الذي اندلع بين الجيش الأردني وفصائل منظمة التحرير الفلسطينية في سبتمبر من ذلك العام، والذي عُرف بأحداث أيلول الأسود.[88]
- سعى صباح الأحمد في عام 1971 إلى حل النزاع بين باكستان وإقليم البنغال الذي كان جزءا من الجمهورية الباكستانية قبل أن ينفصل عنها في بداية السبعينيات من القرن العشرين، وقد أعقبت تلك المساعي جهود لتطبيع العلاقات بين باكستان وبنغلادش.[88]
- في عام 1972، إثر تجدّد الاشتباكات العسكرية بين شطري اليمن المنقسم ما بين الجمهورية العربية اليمنية وجمهورية اليمن الديمقراطية الشعبية، قام بزيارة الدولتين في أكتوبر من نفس العام وأثمرت الزيارة توقيع اتفاق سلام بينهما واتفاقية أخرى للتبادل التجاري.[88][91]
- في عام 1980، قام بوساطة ناجحة بين سلطنة عمان و«جمهورية اليمن الديمقراطية الشعبية» أدّت إلى توقيع اتفاق خاص بإعلان المبادئ خفف حدّة التوتّر بين الدولتين، ثم توسّط لحل الخلاف الحدودي بينهما في عام 1982، إلى أن تم دعوة وزيري خارجية الدولتين إلى الكويت، حيث بدأ الحوار هناك في 25 أكتوبر 1984 إلى أن تم توقيع اتفاق المصالحة بين الطرفين برعاية الكويت ممثلة بالشيخ صباح الأحمد، ونص على إعلان انتهاء الحرب الإعلامية واحترام حسن الجوار وإقامة علاقات دبلوماسية بينهما في 15 نوفمبر من نفس العام.[62][88][92]
- في عام 1982، قاد عملية وساطة بين الجماهيرية العربية الليبية الشعبية الاشتراكية العظمى والمملكة العربية السعودية أدّت فيما أدّت إلى إعادة العلاقات الدبلوماسية بين الدولتين بعد انقطاع دام لأكثر من سنة.[93]
- في عام 1983، قاد وساطة بين بغداد وطهران لوقف الحرب العراقية الإيرانية. ولم تكن تلك الوساطة الأولى التي يقودها، فمنذ أن اندلعت الحرب، استمرت جهود الخارجية الكويتية لوقف الحرب، وقد تنوّعت بين جهود منفردة، وأخرى بالتعاون مع الإمارات العربية المتحدة، إضافة إلى العمل من خلال المنظمات العربية والإقليمية والدولية.[88]
- بين أعوام 1986-1989 عمل على تشكيل لجنة تسوية لحل الخلاف بين الجمهورية التركية والجمهورية البلغارية، لحل مشكلة الأقليّة التركية في بلغاريا، حيث جرى تنظيم اجتماعات لوزيري خارجية تركيا وبلغاريا في الكويت.[88]
- وخلال الحرب الأهلية في لبنان، كانت الكويت هي الطرف المقبول لدى كافة الأطراف المتنازعة في الساحة اللبنانية[94]، واختارته جامعة الدول العربية ليترأس في العام 1988 اللجنة السداسية (مكوّنة من وزراء خارجية الكويت والجزائر وتونس والأردن والإمارات والسودان) التي شكّلتها جامعة الدول العربية، والتي كانت مهمتها تحقيق التوافق بين مختلف الأطراف المتنازعة في لبنان لوقف الحرب الأهلية اللبنانية. وفي ذلك الوقت عقدت اللجنة اجتماعات في تونس، سعى فيها صباح الأحمد إلى تقريب وجهات النظر. وعندما عقد مؤتمر القمة العربي غير العادي السادس في الدار البيضاء بالمغرب في مايو 1989، قرّر الملوك والرؤساء العرب بعد اطلاعهم على تقرير أعده صباح، أن يعيدوا تشكيل اللجنة السداسية، حيث تم اختصارها بلجنة ثلاثية. هذه الجهود التي بذلها بصفته رئيسا للجنة السداسية شكّلت فيما بعد روح اتفاق الطائف، ومهدت الطريق بدورها أمام قيام هذا الاتفاق وإنهاء الحرب في لبنان.[86][88]

كذلك كانت لصباح الأحمد جولات مكوكّية لحل الخلاف بين النظامين الحاكمين في العراق وسوريا الذي كان نتاج انقسام حزب البعث العربي الاشتراكي الذي كان يحكم كلا البلدين، وجولات أخرى لحل الخلافات بين النظامين الأردني والسوري في ثمانينيات القرن الماضي، ومحاولة تقريب وجهات النظر بين المملكة العربية السعودية وجمهورية اليمن الديمقراطية الشعبية، كما عمل على إزالة الخلافات التي كانت تضرب العلاقات الإماراتية-السعودية.
وعقب توقيع الرئيس المصري محمد أنوّر السادات لاتفاقية كامب ديفيد، الذي أعقبها صدور قرار من جامعة الدول العربية نص على قطع العلاقات العربية مع النظام المصري، اكتفت دولة الكويت بتطبيق القرار دون أن تمارس ضغوطًا اقتصادية على مصر ودون أن تنجر لحرب إعلامية وسياسية مع النظام المصري، إذ امتازت سياسة الكويت الخارجية التي تولّاها صباح الأحمد آنذاك بهامش كبير من المناورة والمرونة السياسية.

### الغزو العراقي للكويت
أسّس صباح الأحمد السياسة الخارجية للكويت على أسس ومبادئ وثوابت رئيسية في مقدمتها: التوازن الإستراتيجي، والحياد الإيجابي، والدفاع عن الثوابت القومية، والابتعاد عن الأحلاف العسكرية، إدراكا منه لحساسية وضع الكويت ودقة مصالحها الإستراتيجية العليا التي تفرض عليها انتهاج سياسة خارجية متوازنة ومنفتحة على جميع دول العالم بما يضمن الحفاظ على أمن واستقرار الكويت، وصيانة استقلالها وسلامتها الإقليمية، بعيدًا عن التنازعات والتجاذبات الأيدلوجية أو العسكرية التي كانت تحكم العالم إبان الحرب الباردة.
ونظرًا لهذه السياسة المتوازنة، استطاعت الحكومة الكويتية بعد الغزو العراقي للكويت في 2 أغسطس 1990، أن تكسب تعاطف أغلب دول العالم وأن تجعلها تقف مع الشرعية الكويتية بقيادة جابر الأحمد الجابر الصباح ضد الغزو العراقي. ومما يحسب له أن الدبلوماسية الكويتية استطاعت كسب الاتحاد السوفيتي في إدانة الغزو العراقي ودعم تحرير الكويت، رغم أن السوفيت كانوا حلفاء للعراق وتجمعهم اتفاقيات تعاون وصداقة مع النظام العراقي.
وكانت الدبلوماسية الكويتية قد رتّبت للشرعية الكويتية، عقد العديد من المؤتمرات التي ساهمت في كسب الرأي العام الدولي الداعم للقضية الكويتية. فقد أدى صباح الأحمد حينذاك دورًا كبيرًا في حشد التأييد الدبلوماسي العربي والدولي لمصلحة دعم ومساندة الشرعية الكويتية استنادًا إلى خبرته الدبلوماسية الكبيرة منذ بداية تسلمه حقيبة وزارة الخارجية عام 1963 ونجاحه في توثيق علاقات دولة الكويت بالأمم المتحدة ومنظماتها ودولها الأعضاء، حيث استطاع ربط الكويت دبلوماسيًا وإستراتيجيًا بالعالم الخارجي، فاستضافت الكويت على أرضها أكثر من خمس وتسعين ممثلية ما بين سفارة وقنصلية ومنظمة دولية وإقليمية وتبادلت معها التمثيل الدبلوماسي والقنصلي. ونجحت هذه الجهود الدبلوماسية في كسب الكويت مساندة عالمية وأممية من خلال توافق الإرادة الدولية مع قيادة قوات التحالف الدولي لطرد القوات العراقية وتحرير الكويت.

## رئاسة مجلس الوزراء

### نائب رئيس مجلس الوزراء
بعد التشكيل الوزاري السابع في الكويت ما بعد الاستقلال، تحديدًا في 16 فبراير 1978، عُيِّن صباح نائبًا لرئيس مجلس الوزراء بالإضافة إلى كونه وزيرًا للخارجية، واستمر في هذا المنصب حتى 20 أبريل 1991. وفي 20 أبريل 1991، في أوّل تشكيل وزاري ما بعد تحرير الكويت من الاحتلال العراقي، وهو التشكيل الوزاري الخامس عشر في تاريخ الكويت، خرج صباح للمرة الأولى من الوزارة منذ استقلال الكويت، إلا أنه عاد إلى الوزارة مرة أخرى في تاريخ 17 أكتوبر 1992، وذلك بعد أن صدر مرسوم أميري بتشكيل الوزارة السادسة عشرة في تاريخ الكويت، حيث عُيّن نائبًا أول لرئيس مجلس الوزراء ووزيرًا للخارجية، وظل في هذه المناصب حتى 13 يوليو 2003 عندما عُيّن رئيسًا للوزراء، حيث قام بتشكيل الوزارة الحادية والعشرين.

### ترؤس مجلس الوزراء
في 14 فبراير 2001 أسندت إلى صباح مهمة تشكيل الحكومة الكويتية بالنيابة عن ولي العهد ورئيس مجلس الوزراء آنذاك سعد العبد الله السالم الصباح بسبب ظروفه الصحية. وبعد انتخابات مجلس الأمة في العام 2003 قدّمت الحكومة الكويتية استقالتها بتاريخ 6 يوليو 2003، وقُبلت بأمر أميري في اليوم ذاته. وفي تاريخ 13 يوليو 2003، تم تسمية صباح رئيسا لمجلس الوزراء، حيث صدر مرسوم أميري بتكليفه تشكيل الحكومة الحادية والعشرين في تاريخ الكويت، وهي المرة الأولى التي يُسمّى فيها لرئاسة مجلس الوزراء.
وتاريخيّا منذ نشأة الكويت، كان رأس الأسرة الحاكمة أو من ينوب عنه، وما اشتهر بـ«الشيخ» هو المسؤول الأوّل عن كافة القرارات الإدارية في البلاد. وظل هذا الوضع قائما حتى بعد انتخاب «المجلس التأسيسي» في عام 1962، حيث قام الحاكم آنذاك عبد الله السالم الصباح، بتشكيل أوّل وزارة في تاريخ الكويت، حيث احتفظ بمنصب رئيس مجلس الوزراء لنفسه. وعقب الموافقة والتصديق على الدستور الكويتي وانتخاب أعضاء الفصل التشريعي الأوّل لمجلس الأمة، فصل الأمير بين منصب الإمارة ومنصب مجلس الوزراء لمّا عَيّن صباح السالم الصباح رئيسا لمجلس الوزراء بالإضافة إلى منصبه كولي للعهد وذلك في 2 فبراير 1963. ثم من يومها جرت العادة على أن يكون ولي العهد رئيسا لمجلس الوزراء في الكويت حتى عام 2003، حينما تم الفصل بين المنصبين.
وقد جاء ترؤس صباح الأحمد الوزارة في 13 يوليو 2003، نتيجة مرض سعد العبد الله الذي اعتذر عن تشكيل الوزارة آنذاك، ما استدعى وللمرة الأولى في تاريخ دولة الكويت الفصل بين منصبي ولاية العهد ورئاسة الحكومة وقد استمر الفصل بين منصب ولاية العهد ومنصب رئاسة الوزراء قائما إلى يومنا الحالي.
ضمّت حكومة صباح آنذاك، خمسة عشرة وزيرا، بينهم نائب واحد في مجلس الأمة، وأدت الوزارة اليمين الدستورية أمام أمير البلاد جابر الأحمد الصباح في اليوم التالي. وقد أجرى صباح أكثر من تعديل وزاري على حكومته، وذلك في 3 يناير 2005، 30 مارس 2005، 4 أبريل 2005، 11 أبريل 2005 و14 يونيو 2005، وفي التعديل الأخير تم توزير أوّل امرأة في تاريخ دولة الكويت، حيث عُيّنت د. معصومة صالح المبارك وزيراً للتخطيط ووزير دولة لشؤون التنمية الإدارية.
وقد شغل صباح منصب رئاسة مجلس الوزراء حتى 30 يناير 2006، حيث تقدّمت حكومته باستقالتها في 30 يناير من العام نفسه، بعد يوم واحد من اختياره أميرا لدولة الكويت. غير أن حكومته استمرت في أداء مهامها حتى 8 فبراير 2006.

## توليه مقاليد الحكم

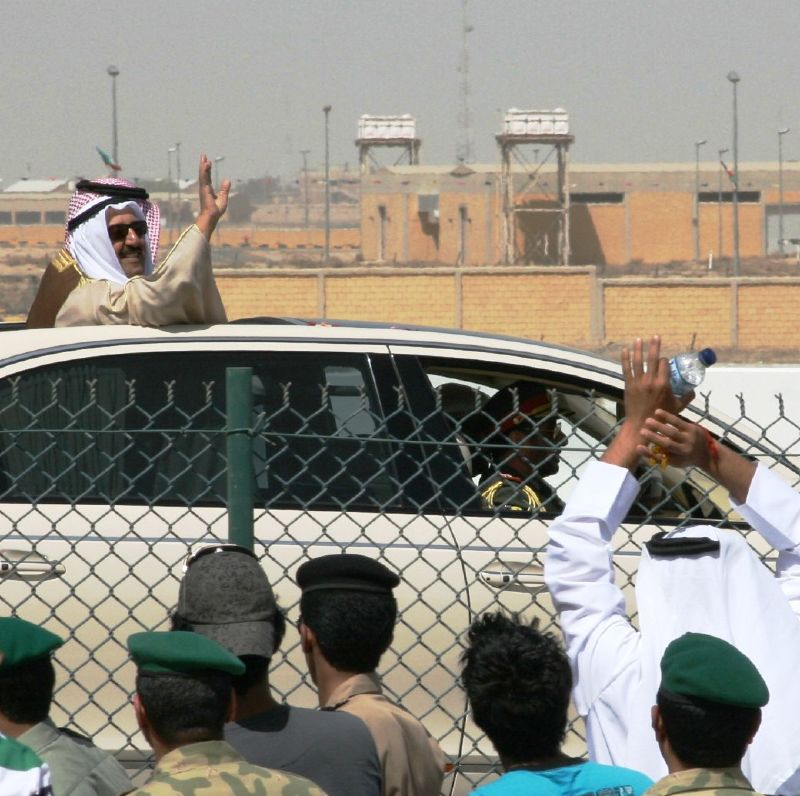
أثناء حضوره عرضًا عسكريًا

كان لصباح دور في تزّكية سعد العبد الله الصباح لولاية العهد في عام 1978، عندما تولّى الشيخ جابر الأحمد الجابر الصباح مقاليد الحكم في 31 ديسمبر 1977 وينص الدستور على أن يعيّن الأمير وليًا للعهد في ظرف عام من تولي الإمارة. على هذا قدّم الشيخ جابر الأحمد حينذاك قائمة من ثلاثة مرشّحين لتولّي منصب ولاية العهد، وهم: الشيخ جابر العلي، للشيخ سعد العبدالله والشيخ صباح الأحمد، غير أن الشيخ صباح الأحمد تنازل للشيخ سعد العبدالله عن المنصب، فقامت الأسرة الحاكمة إثر ذلك بتزكية الشيخ سعد العبدالله وليًا للعهد على حساب جابر العلي.
بعد وفاة أمير البلاد الشيخ جابر الأحمد، تولى ولي عهده الشيخ سعد العبدالله مقاليد الحكم إلا أنه نظراً لظروفه الصحية لم يستمر في الحكم حيث قام مجلس الأمة في 24 يناير 2006 بنقل صلاحيات الحكم إلى مجلس الوزراء بسبب مرض الشيخ سعد  وقد اجتمع مجلس الوزراء واتخذ قرارًا بالإجماع بتزكية الشيخ صباح الأحمد أميرا للبلاد وفقا للمادة الثالثة من قانون توارث الإمارة الصادر عام 1964. وبناء على هذا القرار الذي اتخذه مجلس الوزراء ومن مبايعة أسرة «آل الصباح» للشيخ صباح، عرض الأمر وفقًا للدستور على مجلس الأمة الذي عقد جلستين يوم الأحد 29 يناير 2006، في الأولى بايع أعضاء مجلس الأمة الشيخ صباح الأحمد أميرًا للبلاد فيما خصّصت الجلسة الثانية لتأدية الأمير الشيخ صباح الأحمد اليمين الدستورية أمام المجلس بحضور جميع أعضاء مجلس الوزراء. وهو أوّل أمير منذ عام 1965 يؤدي اليمين الدستورية أمام مجلس الأمة الكويتي، والثالث في تاريخ دولة الكويت، بعد كل من الشيخ عبد الله السالم الصباح والشيخ صباح السالم الصباح. وبعيد تولي الشيخ صباح الأحمد مقاليد الحكم، أصدر أمراً أميريًا في 7 فبراير 2006 بتزكية الشيخ نواف الأحمد لولاية العهد، وقد أدى نواف - وهو أخ غير شقيق للشيخ صباح - اليمين الدستورية وليًا للعهد أمام مجلس الأمة الذي بايعه بالإجماع في 20 فبراير من العام نفسه.

### حقوق المرأة السياسية
كان لصباح الأحمد الدور الفاعل في حصول المرأة الكويتية على حقوقها السياسية، في ضوء الرغبة الأميرية للأمير جابر الأحمد الذي دعا أكثر من مرة إلى تبني تلك الحقوق ترشحًا وانتخابا. وتوّجت تلك المساعي لصباح الأحمد إبّان رئاسته للوزراء، حينما استطاع تمرير قانون حقوق المرأة السياسية في مجلس الأمة وذلك في 16 مايو 2005. إثر ذلك قام بتوزير أوّل امرأة كويتية. ثم استطاعت المرأة الكويتية أن تشارك لأول مرة في تاريخها في انتخاب أعضاء مجلس الأمة كما ترشح عدد من السيدات في هذه الانتخابات التي أجريت في 30 يونيو 2006. وقد دخلت المرأة الكويتية عضوًا في البرلمان الكويتي عندما فازت بمقاعد في مجلس الأمة في سابقة تاريخية في الكويت، وذلك بفوز أربع مرشّحات في انتخابات مجلس الأمة الكويتي 2009، ما مثل إنجازًا غير مسبوق وانتصارًا من قبل صباح الأحمد للمرأة وحقوقها الدستورية والسياسية.

### وحدة المجتمع
منذ أن تولّى مسند الإمارة، انتهج صباح الأحمد سياسة تُمكِّن المواطنة والقانون من بسط سيادتها على ما دونها من الدعوات الفئوية في المجتمع الكويتي، في إجراء وصف بأنّه جاء لدعم دولة القانون في الكويت، ولتصحين الكويت من الفرقة المجتمعية والانقسام الطائفي. وفي أحد خطاباته أكد أن «الوحدة الوطنية الجامعة المانعة الحاضنة لأبناء هذه الأرض، هي الركن الأساسي في تماسكهم وحرصهم على ثوابتهم وتراثهم الأصيل، وعلى تكريس انتمائهم لوطن لا يعرف التفرقة بين أبنائه، أو أي تصنيف وتقسيم يمس نسيجه الاجتماعي، ليبقى وطنًا للجميع، يسود بين أبنائه صفاء النفوس وحسن النوايا وحب العمل».
ولمّا حدث تفجير مسجد الإمام الصادق في 26 يونيو 2015، سارع أمير البلاد صباح إلى الحضور شخصيًا إلى موقع الحادث الذي قتل فيه 26 مصليًا، وسجّلت الصحافة والكاميرات أنّه رفض الاستماع إلى التحذيرات الأمنية الداعية إلى منعه من زيارة موقع التفجير قائلًا «هذولا عيالي» (هؤلاء عِيَالي)، وقد أشاد المراقبون بتلقائية وعفوية الأمير، ووصفوا الخطوة بأنّها جاءت لترسّخ مفهوم الوحدة الوطنية في الكويت، وتئد مآرب الإرهاب. وعقب مراسم العزاء التي تقدّمها بنفسه جنبًا إلى جنب مع المواطنين الكويتيين، قال في كلمة له: «إن هذه الأزمة أبرزت بجلاء حقيقة الشعب الكويتي وأصالة معدنه وتكاتفه في السراء والضراء، أسرة كويتية واحدة تسودها المحبة والألفة، ويجمعها حب الوطن والولاء له والالتفاف حول قيادته في مواجهة العنف والفكر التكفيري المتطرّف».

### التجنيد الإلزامي والخدمة العسكرية
فيما يخص التجنيد العسكري الإلزامي، فقد جرى إقراره في الكويت عام 1980، غير أن العمل به توقف في 5 أغسطس 2001 بمرسوم أميري صدر من الأمير جابر الأحمد، أثناء رئاسة صباح الأحمد لمجلس الوزراء بالنيابة عن ولي العهد سعد العبد الله، والتوقّف جاء بدعوى وجود ثغرات في القانون، الذي كان ينظم العملية آنذاك. غير أن صباح الأحمد أعاد في عهده العمل بقانون التجنيد الإلزامي بعد إصلاحه، حيث استقبلت هيئة الخدمة الوطنية العسكرية في الكويت أوّل دفعة من المشمولين بالخدمة العسكرية في 6 يناير 2018. وأتاح صباح الأحمد للمرأة أن تدخل السلك العسكري، حيث نظمت أول دورة بالشرطة النسائية في الكويت في 2 نوفمبر 2008، وكان قوامها 40 منتسبة.

### الانتخابات
جرت في عهد أمير البلاد صباح الأحمد الصباح، انتخابات نيابية متعدّدة، جاءت إثر عدة أسباب استدعت حل مجلس الأمة، منها فشل التئام مجلس الأمة بسبب عدم اكتمال النصاب، تعطّل العمل الحكومي بسبب تصادم السلطتين التشريعية والتنفيذية، وقد جرى خلال هذه الفترات تعديل قانون الانتخاب والدوائر الانتخابية أكثر من مرة. وقد حُلَّ مجلس الأمة في عهد صباح الأحمد، ست مرات، وكان الحل دستوريا في جميعها. ما يلي لمحة عن عمليات الحل السابقة:
- في 21 مايو 2006، تم حل مجلس الأمة في الفصل التشريعي العاشر في تاريخ الكويت ما بعد الاستقلال، وهو الحل الرابع في المسيرة النيابية الكويتية والحل الدستوري الثاني.
- في 19 مارس 2008، جاء الحل الخامس لمجلس الأمة والثالث دستوريا، وجاء في مرسوم الحل إنّه حدث بسبب تعارض السلطتين التشريعية والتنفيذية في أكثر من نقطة.
- في 18 مارس 2009، جاء الحل السادس لمجلس الأمة والرابع دستوريا يوم، وجاء في مرسوم الحل إنه حدث «نظرا لما تقتضيه الظروف التي طرأت بسبب عدم تقيد البعض بأحكام الدستور والقانون وما قررته المحكمة الدستورية في خصوص استخدام الأدوات البرلمانية للرقابة على أعمال السلطة التنفيذية، ومحافظة على أمن الوطن واستقراره».
- في 6 ديسمبر 2011، جاء الحل السابع لمجلس الأمة، ثم أعقب ذلك إجراء انتخابات نيابية في فبراير 2012، نتج عنها مجيء مجلس الأمة الكويتي (فبراير 2012)، إلا أن المحكمة الدستورية قرّرت في يونيو من نفس العام، حل المجلس الجديد وإعادة مجلس 2009 الذي فشل في الالتئام بسبب عدم اكتمال النصاب.
- في 7 أكتوبر 2012، جاء الحل الثامن لمجلس الأمة، بسبب عدم انعقاد جلسات المجلس. واعتبر المرسوم سابقة تاريخية، حيث تمت الدعوة إلى الانتخابات مرتين في ظرف سنة واحدة، وكان مجلس 2009 أول مجلس يتم حله مرتين.
- في 16 أكتوبر 2016، جاء الحل التاسع في عمر المسيرة البرلمانية الكويتية، التي أكلمت خلالها ستة مجالس مدتها البرلمانية، والحل السادس للمجلس في عهد أمير البلاد صباح الأحمد، وفي ما يلي جدول يحصي تلك الانتخابات وأبرز الملاحظات حولها:

| الفصل التشريعي             | عدد الدوائر | عدد المرشحين | عدد الناخبين (بالألف) | تاريخ حل المجلس | مرسوم حل المجلس               | ملاحظات |
| -------------------------- | ----------- | ------------ | --------------------- | --------------- | ----------------------------- | --- |
| العاشر (2003)              | 25          | 246          | 136715                | 21 مايو 2006    | رقم 146 لسنة 2006             | الحل الرابع في المسيرة البرلمانية الكويتية ويعد هذا الحل هو الحل الدستوري الثاني.                                                                                               |
| الحادي عشر (2006)          | 25          | 249          | 340248                | 19 مارس 2008    | رقم 82 لسنة 2008              | شاركت المرأة للمرة الأولى في الانتخابات النيابية، ترشيحا وانتخابا. |
| الثاني عشر (2008)          | 5           | 272          | 361684                | 18 مارس 2009    | رقم 85 لسنة 2009              | أجريت الانتخابات بناء على قانون الدوائر الخمس، تنتخب كل واحدة منها عشرة نواب. ولكل ناخب حق انتخاب أربعة نواب. (كانت الانتخابات تجرى وفق 25 دائرة، كل واحدة تنتخب نائبين اثنين). |
| الثالث عشر (2009)          | 5           | 211          | 384790                | 6 ديسمبر 2011   | رقم 443 لسنة 2011             | فازت المرأة للمرة الأولى في الانتخابات النيابية. |
| الرابع عشر - فبراير (2012) | 5           | 286          | 400296                | 7 أكتوبر 2012   | أبطل من قبل المحكمة الدستورية | خسرت المرأة في الانتخابات النيابية. |
| الخامس عشر - ديسمبر (2012) | 5           | 307          | 422569                | 16 يونيو 2013   | أبطل من قبل المحكمة الدستورية | أوّل انتخابات تجرى وفق مرسوم الصوت الواحد. |
| السادس عشر (2013)          | 5           | 311          | 439715                | 16 أكتوبر 2016  | رقم 276 لسنة 2016             | وفق مرسوم الصوت الواحد. |
| السابع عشر (2016)          | 5           | 286          | 483186                | مجلس منعقد      | -                             | وفق مرسوم الصوت الواحد. |

### أسباب حل المجلس أكثر من مرة
بعد أن تولّى صباح الأحمد مسند الإمارة، أصدر مرسومًا أميريًا بتعيين ناصر المحمد الأحمد الصباح خلفًا له في منصب رئاسة مجلس الوزراء، ليشكّل الأخير سبع حكومات، امتدّت ما بين 7 فبراير 2006 حتى 6 ديسمبر 2011. وهي فترة شهدت شد وجذب وسيل من الخلافات وتأزّم ما بين مجلس الأمة والحكومة في الكويت، حتى قيل أن «في الكويت ديمقراطية دون ديمقراطيين». وفي مساء يوم الأربعاء 16 نوفمبر 2011، تحت تأثير موجة المظاهرات التي اجتاحت الكثير من بلدان الربيع العربي، اقتحم عشرات من الأشخاص الكويتيين - من بينهم نواب سابقون وحاليون (وقتئذ في مجلس 2009) – مبنى البرلمان الكويتي مطالبين باستقالة رئيس الوزراء ناصر المحمد وحل البرلمان، بسبب شبهة تهم بالفساد، ليرد الأمير صباح في 20 نوفمبر 2011، واصفًا ذلك اليوم بـ«الأربعاء الأسود»، وأن «لا حل للمجلس ولا تغيير للحكومة» و«يتعدّى على الدستور من يُقسم بأنه سيُقيل رئيس الوزراء» وقائلًا أن «من اقتحموا المجلس - وبينهم نواب - داسوا في بطن الدستور وسيحالون على النيابة لأنهم ارتكبوا جريمة في حق الكويت»، ومضيفًا «أن رموز الأربعاء الأسود سيحاكمون ويعاقبون ولن نعفو عنهم». فيما ردّت المعارضة بتسمية ذلك اليوم بـ«الأربعاء الأبيض»، وخلال أقل من ثلاث أسابيع من الاقتحام، أصدر الأمير مرسومًا بحل مجلس (2009) والدعوة لانتخابات نيابية جاء إثرها انتخاب الفصل التشريعي الرابع عشر في تاريخ الكويت، أو ما عرف بمجلس فبراير (2012) وهو ما اعتبر انتصارًا للمعارضة، حيث حقّقت فيه أغلبية برلمانية مريحة وتخلّصت من حكومات ناصر المحمد.
وتعود خلفية الأزمة السياسية تلك في الكويت، إلى تناقضات نيابية أفرزها ما أصطلح على تسميته بـ«قانون الدوائر الخمس»، وهو قانون، اجتمع البرلمان والحكومة الكويتيين بتاريخ 17 يوليو 2006، في الفصل التشريعي الحادي عشر على إقراره، وقد نص على إعادة تقسيم الدوائر الانتخابية في الكويت من «خمس وعشرين دائرة انتخابية على مستوى الكويت، تنتخب كل دائرة عضوين»، إلى «خمس دوائر انتخابية»، نصّت المادة الأولى والثانية منه على: أن «تقسّم الكويت إلى خمس دوائر انتخابية، تنتخِبُ كل دائرة عشرة أعضاء للمجلس، على أن يكون لكل ناخب حق الإدلاء بصوته لأربعة من المرشحين في الدائرة المقيّد فيها». وكان الهدف من إعادة تقسيم الدوائر الانتخابية في الكويت، التوزيع العادل للأصوات بين الدوائر الانتخابية، والحد من ظاهرة وصول نواب يُنتَخَبون وفقًا لاعتبارات قبليّة وطائفيّة وعائليّة، أو أولئك الذين يُنتَخَبون من خلال عمليات شراء الأصوات وتقديم الخدمات وإنجاز المعاملات الحكومية، وهي ظواهر أدّت إلى بروز المصالح الفئوية والشخصية على مصالح الأمة وتغليب كفة فئة «النواب الخدميّين» في بيت التشريع – مجلس الأمة – على «النواب التشريعيين» حسبما غلب وصفهم لدى التيارات الإصلاحية والليبرالية وتيار «الحركة البرتقالية» الشبابية الكويتية التي رفعت شعار «نبيها خمسة» (أي نريدها خمسًا، في إشارة إلى مشروع قانون الدوائر الخمسة).
غير أن «قانون الدوائر الانتخابية الخمسة وفق آلية الأصوات الأربعة» الذي على إثره انتخبت ثلاث مجالس نيابية (مجلس 2008، مجلس 2009، مجلس فبراير 2012)، أفرز مجالس نيابية متناقضة مع بعضها البعض ومتناقضة مع جزء من الشارع الكويتي. وقد جاءت لتُعزّز القبليّة والطائفيَة بشكل أكبر من مثيلاتها السابقات، فتضاعف عدد النواب المحسوبين على التيارات الدينية والقبلية، فقد أفرز القانون مجالس تسيطر عليها تيارات إسلامية وسلفية معارضة متحالفة مع القبليين. وبعدما حل مجلس (2009) الموالي للحكومة، والذي مثّلت فيه المرأة لأوّل مرة في تاريخ الكويت، جاء مجلس فبراير لعام 2012 بمثابة الشعرة التي انقطعت بين الحكومة والمعارضة، ذلك أن المعارضة كانت تسيطر على المجلس المذكور، بشكل كامل من خلال غالبية برلمانية، استطاعت من خلالها تمرير تعديلات دستورية تمس «المادة الثانية» و«المادة التاسعة والسبعين» من الدستور الكويتي، لجعله يتناسب مع ما تراه متوافقًا مع الشريعة الإسلامية. أدّت تلك التعديلات إلى انقسام واضح في الشارع الكويتي بين التيارات السياسية بحجة رفضها «أسلمة الدستور والقوانين» أو المساس به بما يضر الدولة المدنية والحرية الفردية والحرية الشخصية التي كفلها الدستور للمواطنين. ليقوم الأمير صباح بدوره برفض إقرار تلك التعديلات الدستورية معلّلا تعارضها مع مواد الدستور. ثم جاء مقترح نيابي آخر لتعديل تسع مواد من الدستور تقلّص صلاحيات الأمير لصالح صلاحيات مجلس الأمة، تحت شعار الوصول لانتخاب «حكومة شعبية»، ومقترح آخر ينزع صلاحيات من «المحكمة الدستورية الكويتية» لصالح مجلس الأمة، منها صلاحيات «تفسير مواد الدستور» و«النظر بالطعون الانتخابية» و«الفصل بصحة العضوية في مجلس الأمة»، لترد الحكومة الكويتية على تلك الخطوة بالقول أن ذلك يشكّل تدخلا من السلطة التشريعية في صلاحيات السلطة القضائية وهو مجرّم وفقا لقاعدة الفصل بين السلطات. ثم تلا ذلك، توجيه مجموعة من نواب مجلس الأمة نداء إلى السعودية يطالبون فيه الملك عبد الله بن عبد العزيز بالتدخّل في سوريا، وهو ما مثل تجاهلًا واضحًا للسلطة التنفيذية وعُدّ تطاولًا على الأمير وسلطات الحكومة من جانب السلطة التشريعية، إثر ذلك أصدر الأمير صباح في 16 يونيو 2012، مرسومًا بتأجيل عقد جلسات المجلس لمدة شهر، لـ«تهدئة النفوس وتقييم العلاقة بين السلطتين التنفيذية والتشريعية». وقد أعقب ذلك التأجيل صدور حكم من المحكمة الدستورية في الكويت، في 20 يونيو 2012، هو الأوّل من نوعه في تاريخ الكويت، حكمت فيه بإبطال عملية انتخاب مجلس الأمة المنتخب في فبراير 2012، وبالتالي بطلان المجلس وعدم صحة عضوية أعضائه الذين فازوا في الانتخابات التي أجريت بتاريخ 1 فبراير 2012، وقضت المحكمة بحكمها هذا باستمرار صلاحية مجلس 2009 المنحل. وخلال هذه المدة، رفعت الحكومة طعنًا مباشرًا إلى المحكمة الدستورية الكويتية، ضد قانون الدوائر الخمس، تصف فيه القانون في معرض مرافعتها، أنّه «أخل بمبدأ العدالة والمساواة وتكافؤ الفرص وسلامة تمثيل الأمة»، لترد المحكمة برفض الطعن المقدّم من الحكومة بإعلانها عدم اختصاصها ولائيًا بالنظر في القضية، وقد وصفت المعارضة الحكم بالتاريخي. ولما فشل مجلس 2009 في الالتئام بسبب عدم اكتمال النصاب، أصدر الأمير صباح في 7 أكتوبر 2012، مرسومًا بحل المجلس، في سابقة تاريخية، حيث أنّه أول مجلس يتم حله مرتين. وقد دعا الأمير إلى إجراء انتخابات نيابية في الأوّل من ديسمبر 2012، وهي سابقة تاريخية أخرى في تاريخ دولة الكويت، حيث لم يحدث من قبل أن تتم الدعوة لانتخابات نيابية مرتين في ظرف سنة واحدة، إثر ذلك دعت بعض الشخصيات المعارضة (التي كانت جزءا من مجلس الأمة الكويتي (فبراير 2012)) لندوة أعلنت من على منبرها رفضها لأي تغيير يمس النظام الانتخابي وآلية الأصوات الأربعة ورفضها المبدئي لأي مرسوم بقانون قد يصدره أمير البلاد. وقد وُجِّهَ الخطابُ في تلك الندوة لشخص صباح الأحمد مباشرة، وهو ما عدَّ إساءة لما يعرف في الكويت بـ«الذات الأميرية» التي ينص الدستور على أنّها «مصونة لا تُمَس»، وتدخلا في السلطات الدستورية التي يتمتّع بها أمير الكويت ومن ضمنها حقه في إصدار مراسيم بقانون، بينما رأت المعارضة أن أي تعديل قد يجرى على قانون الانتخابات يستهدف منعهم من الوصول إلى قبة البرلمان. تسبّب هذا الخطاب باستدعاء ومحاكمة عدد من النواب السابقين، وسجن إثرها النائب السابق مسلم البراك لمدة عامين بعد إدانته بتهمة الإساءة لأمير البلاد. وبعيد تلك الندوة أعقب الأمير دعوته للانتخابات بإصدار مرسوم بقانون تحت مسمّى «مرسوم الضرورة» سمّي بـ«مرسوم الصوت الواحد»، حيث أجرى تعديلًا على المادة الثانية من قانون الدوائر الخمس، يفضي إلى أن يكون لكل ناخب حق الإدلاء بصوت واحد في دائرته الانتخابية بدلًا من أربعة أصوات كما كانت تنص المادة، وقد طعنت المعارضة بعدم دستورية هذا المرسوم لدى المحكمة الدستورية، وتلت ذلك الطعن بقرار مقاطعة انتخابات مجلس الأمة التي أجريت في ديسمبر 2012. وقد كان أحد أسباب عدم الاشتراك في تلك الانتخابات، أن المعارضة كانت تنتظر حكمًا في صالحها تصدره المحكمة الدستورية يقضي بعدم دستورية مرسوم الصوت الواحد وبالتالي يُحَل بموجبه مجلس الأمة المنتخب بمرسوم الصوت الواحد لتسجّل انتصارًا سياسيًا، غير أن المحكمة الدستورية في 16 يونيو 2013، أصدرت حكمًا على غير توقّعات المعارضة، فمن جانب، حلّت مجلس الأمة المنتخب في ديسمبر 2012 (موال للحكومة) بسبب عدم دستورية مرسوم إنشاء «اللجنة الوطنية العليا للانتخابات» التي تولّت عملية الإشراف على الانتخابات، ومن جانب آخر حصّنت بموجب حكمها هذا، المرسوم الذي أصدره الأمير صباح، والمسمى بمرسوم الضرورة رقم 20 لسنة 2012، والذي عرف بمرسوم الصوت الواحد. حيث نص حكم المحكمة الدستورية على أن «مرسوم الضرورة جاء لمعالجة سلبيّات وعيوب تهدّد وحدة الوطن ونسيجه الاجتماعي»، وجاء كذلك «تحقيقًا للمصلحة الوطنية التي تعلو فوق كل اعتبار»، و«بالتالي فلا مأخذ عليها (أي الحكومة) في هذا الأمر (أي المرسوم) من الوجهة الدستورية»، ذلك لأنّه (أي المرسوم) «ساوى بين جميع المواطنين».
تبع هذا الحكم إجراء انتخابات نيابية في 27 يوليو 2013، وهي الانتخابات الثانية التي رفضت المعارضة المشاركة فيها. ومع تيقّن بعض تيارات المعارضة من أن مرسوم الصوت الواحد أصبح واقعًا لا رجعة عنه بفعل حكم المحكمة الدستورية، بدأت شيئا فشيئا تعلن عن استعدادها للمشاركة بالانتخابات النيابية، وقد تلقّفت الحكومة تلك الإشارات من المعارضة، ليصدر الأمير صباح في 16 أكتوبر 2016، مرسومًا حل بموجبه مجلس الأمة المنتخب في يوليو 2013، وأتبعه بمرسوم آخر دعا فيه لانتخابات نيابية تجري في 26 نوفمبر 2016، وهي الانتخابات الثالثة التي جرت وفق مرسوم الصوت الواحد، وقد جاء الحل ليمهّد الطريق للمعارضة للمشاركة في الانتخابات النيابية بعد مقاطعة امتدت لأربع سنوات ما بين 2016-2012. وإثر تلك المشاركة عادت المعارضة لتمثل في البرلمان الكويتي.

### سحب الجنسية
وفي عهد صباح الأحمد، قامت الحكومة الكويتية بسحب الجنسية الكويتية من عدد من المواطنين الكويتيين ممن اكتسبوا الجنسية بصفة أصلية أو بصفة التجنّس، وذلك بموجب عدة مواد، منها: الغش والتزوير والازدواجية و«المصلحة العامة». وقد وصفت المعارضة الكويتية قرار سحب الجنسية بأنّه قرار بدوافع سياسية ويستهدف أقطاب في تيارات سياسية ودينية كويتية. وأشهر ممن سحبت منهم الجنسية هم كل من ياسر الحبيب ونبيل العوضي (دعاة دين)، عبد الله البرغش (نائب سابق)، «سعد العجمي» و«أحمد الجبر» (إعلاميان).
وكان الأمير صباح الأحمد قد فوّض في 6 مارس 2017 كل من رئيس مجلس الوزراء جابر مبارك الحمد الصباح ورئيس مجلس الأمة مرزوق الغانم ببحث ملف إعادة الجنسية لكل من سحبت منه الجنسية في الكويت، سواء كان في عهده أو في عهد من سبقه. إثر ذلك تم تشكيل لجنة مختصة لبحث ملف إعادة الجناسي، سميّت بـ«لجنة الجنسيات المسحوبة». وتبعًا لهذا القرار أصدر «عبد الله البرغش»، «سعد العجمي»، «نبيل العوضي» و«أحمد الجبر»، بيانًا جماعيًا طالبوا فيه المعارضة الكويتية بعدم إقحام قضيتهم وقضية أسرهم (أي ممن سحبت جناسيهم) في المساءلات السياسية التي بين الحكومة والمعارضة. مجدّدين شكرهم للأمير على هذه التوجيهات. وقد استعاد كل من «عبد الله البرغش»، «نبيل العوضي» و«سعد العجمي» الجنسية الكويتية إثر توصية من «لجنة الجنسيات المسحوبة» التي شكّلت بتفويض من الأمير، وفي أكتوبر 2018، وافق مجلس الوزراء الكويتي على إعادة الجناسي المسحوبة لمجموعة من الشخصيات، وذلك بناءً على عرض تقدّم به نائب رئيس الوزراء ووزير الداخلية الشيخ خالد الجراح، في حين وعد المجلس بمعالجة ما بقي من حالات وطي الموضوع.

## المشاريع التنموية
شهدت الكويت أثناء حكم صباح الأحمد، عدة مشاريع تنموية في عدة مجالات، تهدف لتحويل الكويت إلى مركز مالي وتجاري عالمي وتسريع عجلة الاقتصاد، وتعزيز دور القطاع الخاص في دعم التنمية الاقتصادية، حيث تقول القيادة السياسية أنها تهدف لعودة الكويت كما كانت «عروس الخليج» كما كانت توصف. وقد تم إنجاز العديد من المشاريع العملاقة التي ترتبط بمختلف القطاعات الخدمية في البلاد، ومن أبرزها:
- مدينة صباح الأحمد البحرية نسبة إليه، (تعد أول وأكبر مشروع في الكويت يشيد بالكامل من قبل القطاع الخاص).
- مستشفى جابر الأحمد (يعد الأكبر في الشرق الأوسط وسادس أكبر مستشفى في العالم).
- «مستشفى الجهراء الجديد» (يعد بين أكبر المستشفيات في الشرق الأوسط).
- ميناء مبارك الكبير (سيحقق رغبة القيادة السياسية بتحويل الكويت إلى مركز تجاري ومالي عالمي).
- جسر الشيخ جابر الاحمد الصباح، (جسر بحري بطول يتجاوز 37 كم، يربط مدينة الكويت بمدينة الصبية الجديدة.
- مدينة الحرير (مدينة قيد الإنشاء).
- «مشروع الوقود البيئي» (يهدف لوضع الكويت في مكانة متقدمة من خلال توفير أحدث المصافي العالمية في صناعة تكرير البترول).
- «مشروع مبنى الركاب الجديد» في مطار الكويت الدولي. (يهدف لجعل الكويت محورا اقليميا رئيسيا للشرق الأوسط).
- إستاد جابر الأحمد الدولي (يتسّع لستين ألف متفرج، ويعد من أكبر الملاعب في الكويت والسابع عربيًا والـ 25عالميا من حيث السعة).
- "مدينة جنوب المطلاع (قيد الإنشاء)" (أكبر مشروع إسكاني في تاريخ الكويت، تضم نحو 28363 قسيمة سكنية).
- "مركز صباح الأحمد للكلى والمسالك (أحد أبرز المراكز الصحية المتخصصة).
- «مشروع حديقة الشهيد» بمنطقة شرق (حديقة الحزام الأخضر سابقا)، وقد افتتحها الأمير بمعية ولي العهد، حيث أزاح الستار عن نصب الشهيد الذي يجسد ما قدم شهداء الكويت من تضحيات وبطولات.
- مركز الشيخ جابر الأحمد الثقافي (دار الأوبرا في الكويت).
- مركز الشيخ عبد الله السالم الثقافي، (يعد من أكبر مناطق العرض المتحفي في الوطن العربي والعالم).
- «مشروع تطوير طريق الجهراء» (يعد أحد أهم وأضخم المشاريع ضمن خطة تطوير البنية التحتية في الكويت).

## تكريم الكويت

### الكويت مركزًا للعمل الإنساني
اختيرت الكويت في 9 سبتمبر 2014، «مركزًا للعمل الإنساني» وسُمي صباح الأحمد «قائدا للعمل الإنساني» وذلك في حفل أقامته منظمة الأمم المتحدة.

### صباح قائد العمل الإنساني
وكان الأمين العام للأمم المتحدة حينذاك، بان كي مون، قد قال أن «جهود الشيخ صباح الأحمد مكّنت الأمم المتحدة من مواجهة ما شهده العالم من معاناة وحروب وكوارث في الأعوام الماضية». وأضاف في كلمة أثناء احتفالية تكريم الأمم المتحدة لصباح الأحمد، إن «مقابل حالة الموت والفوضى التي شهدها العالم، شاهدنا مظاهر كرم وإنسانية من قبل جيران سوريا قادتها دولة الكويت أميرا وشعبًا». مضيفًا أن «الكويت أظهرت كرمًا استثنائيًا تحت قيادة الشيخ صباح، رغم صغر مساحة البلاد، إلا أن قلب دولة الكويت كان أكبر من الأزمات والفقر والأوبئة». وأضاف «نحن مجتمعون اليوم لنشكر سمو أمير دولة الكويت وشعب الكويت، على كرمهم الكبير تجاه السوريين والعراقيين». وأكد أن «المبادرات التي قامت بها دولة الكويت دفعت المجتمع الدولي إلى جمع المزيد من المساعدات بفضل جهود سمو أمير البلاد، ما ساعد الأمم المتحدة على القيام بوظيفتها الإنسانية وأن الدعم المستمر لسمو الأمير مكننا من ذلك». وقد علق صباح الأحمد عند تكريمه، قائلا: «إن أعمال البر والإحسان قيم متأصلة في نفوس الشعب الكويتي تناقلها الأبناء والأحفاد بما عرف عنه من مسارعة في إغاثة المنكوب وإعانة المحتاج ومد يد العون لكل محتاج».

## انتقادات
- إقرار قانون الجرائم الإلكترونية: في عهده أقر مجلس الأمة الكويتي في العام 2015 قانون «مكافحة جرائم تقنية المعلومات»، الذي وصفه بعض المراقبين الحقوقيين بأنّه حدَّ من حرية التعبير في الكويت، بينما يرى أعضاء في مجلس الأمة الكويتي (منتخبون) وآخرين في الحكومة الكويتية (بالتعيين) أن القانون سيساهم في الحد من الجرائم الإلكترونية.
- مطالبات بحل قضية البدون: في عهده، أنشأ مجلس الوزراء الكويتي في العام 2010 جهازا حكوميًا تحت مسمّى الجهاز المركزي لمعالجة أوضاع المقيمين بصورة غير قانونية (البدون). المراقبون يجمعون على أن الجهاز فشل في حل مشكلة البدون في الكويت، وبسبب ذلك علت أصوات تطالب الأمير صباح الأحمد بالتدخّل في القضية من خلال حل الجهاز المركزي ونقل سلطاته وملف البدون من الجهاز إلى وزارة الداخلية الكويتية.[168][169]
- المساس بالذات الأميرية، في عهده وجهت تهمة «المساس بالذات الأميرية» لعدد من المعارضين في الكويت، إذ يجرم القانون الكويتي أي إهانة لأمير البلاد ويعاقب مرتكب هذا الفعل بالسجن مُددًا متفاوتة. وتعرض للسجن - أحيانا مع وقف التنفيذ - بسبب هذا القانون عدد من المعارضين بينهم نواب سابقون، أبرزهم النائب مسلم البراك.[170][171]

## حياته العائلية والشخصية وهواياته

### الحياة العائلية
تزوج صباح الأحمد في ريعان شبابه من الشيخة «فتوح السلمان الحمود الصباح» في أربعينيات القرن العشرين، وهي ابنة عم والده أحمد الجابر الصباح. وصباح الأحمد أرمل، فقد تُوفيت زوجته فتوح قبل الغزو العراقي للكويت، ولم يتزوّج بعدها. لديه منها بنت واحدة وثلاثة أبناء وهم:
- ناصر (وزير الدفاع السابق)
- حمد
- أحمد، (تُوفي شاباً في حادث سير في العام 1969)
- سلوى، وقد توفّاها الله في عام 2002 بعد أن أصيبت بسرطان الثدي.

### الهوايات
ظل صباح ملتزمًا بجدولة أعماله وتنظيم وقته بما يتناسب مع تعدّد واجباته ومسؤولياته، حيث يقول: «تَعوّدتُ أن أعطي كل عمل حجمه من الوقت»، وأن أنظّم أعمالي، إذ «أن التنظيم هو الذي يجعلك تسيطر على الوقت بدلًا من أن يسيطر هو عليك». وقد حرص صباح الأحمد على تنظيم وقته، كي يجد الوقت الكافي لممارسة كل ما يتعلق بحياته الوظيفية والسياسية، وفي هذا يقول صباح: «الوقت متاح لمن يعرف كيف ينظمه، وقد أدركت ذلك منذ وقت طويل ونجحت في حساب الوقت إلى أبعد الحدود». ويحاول صباح أن يجد دائما متّسعًا من الوقت للقراءة، فيقول: «تعودت منذ صغري أن اقرأ كل ما يقع تحت يدي، وكنت أحرص على قراءة تقارير العمل والرسائل الموجهة إلى والمقالات والتقارير الصحفية، كلمةً كلمة، فهذه العادة، تعلمتُ من الآباء مدى أهميتها». ومع تعدّد مسؤولياته، وكثرة التقارير التي ترتبط بعمله مقارنة بذي قبل، لم يعد يجد الوقت الكافي للقراءة، سوى قراءة ملخص لما ينشر في الصحف المحليّة (في الكويت) والصحف العربية والأجنبية من أخبار ومقالات، فلا يحمل معه من الكتب في سفره سوى القرآن الكريم الذي يحرص دائمًا على أن يكون معه في حقيبته اليدوية الشخصية. وحول ضيق وقته وتعدّد مسؤولياته، يعلق صباح الأحمد بقوله: «ما عدتُ أذكر متى كانت آخر مرة ذهبتُ فيها إلى دار السينما، إن المشاغل لا تترك لي مثل هذه المتعة التي تقطعني عن العالم»، وقد عوّضتُ ذلك بمشاهدة التلفزيون، حيث أشاهد على شاشته الأخبار والندوات والمقابلات، وبرامج محطة ديسكفري العلمية. ويقضي صباح أغلب إجازاته في الرحلات البحرية، حيث يمارس خلالها هواية الصيد، المشهورة محليًا بمسمى "الحَدَاقْ" وهي هوايته المفضلة. ويقول في هذا: «يشكل يوم الإجازة بالنسبة إلى متعة غير عادية، إذ يصبح بإمكاني أن أخطّط لرحلة بحرية، فالرحلات البحرية هي أجمل ما يمكن أن أمارسه في مثل أيام العطل، فأنا أعشق البحر، وأنا من عشّاق الصيد في البحر، أمارسه كهواية مفضلة»، ويتابع صباح «البحر هو امتداد تاريخي لنا وارتباطي به امتداد لارتباط والدي وجدي وسيستمر مع أبنائي، فتلاحم الكويت مع البحر هو تلاحم مصيري، حيث كان مصدر الرزق الأساسي للكويتيين قبل النفط». وإلى جانب هواية الصيد البحري فإنّه يهوى الزراعة. وقديمًا كان صباح يقضي إجازاته في رحلات الصيد البريّة في العراق والصومال، حيث تشتهر الهواية محليّا بمسمّى بالـ"قنص"، إلا أنّه مع تبعات الغزو العراقي للكويت، والحرب الأهلية التي ضربت الصومال، توقّف عن ممارسة هذه الهواية. وعن البحر والبر، قال في كلمته التي ألقاها عند تأسيسه وافتتاحه لنادي الفروسية في الكويت:«حياة الكويتيين مقسومة إلى نصفين متوازيّين، بين البادية والبحر، ونجد سمات البر والبحر في شخصية الكويتي، فهو قد عاش عمره موزّعًا بينهما ويعشقهما بالقدر ذاته، لذلك فإن ارتباطي بالبحر يقابله دائمًا ارتباط بالنصف الآخر من حياتنا، أي البر، من هنا نشأ اهتمامنا المزدوج، ورأيت الصيد والفروسية تجسيدًا لتراثنا الشريف الذي دعا إلى تعليم أولادنا ركوب الخيل، والتي كانت ولا تزال رمزًا لقيم الفروسية السامية».

## مرضه ووفاته
في يوم السبت 18 يوليو 2020 تعرض الشيخ صباح لوعكة صحية أدخل على إثرها المستشفى لأجراء الفحوصات الطبية وفي نفس اليوم أصدر الشيخ صباح أمر أميري بتفويض ولي عهده الشيخ نواف الأحمد الجابر الصباح بممارسة بعض صلاحيات الأمير الدستورية بصفة مؤقتة وفي يوم الأحد 19 يوليو 2020 أجرى الشيخ صباح عملية جراحية
في يوم الخميس 23 يوليو 2020 غادر الشيخ صباح الأحمد البلاد متوجهاً إلى الولايات المتحدة الأمريكية لأستكمال العلاج وقد وصل إلى مطار روشستر في الولايات المتحدة، دون أن تُحدّد الولاية التي يقع فيها ذلك المطار، خاصة مع وجود مدن أمريكية عديدة تحمل ذات الاسم، وأوردت وكالة رويترز بأن المجمع الرئيسي لمايو كلينك في مدينة روشستر في ولاية مينيسوتا، يُعد أحد أفضل المستشفيات في البلاد، ومن المرجح أن يكون هذا المجمع هو الذي وصل إليه. وصرت وكالة الأنباء الكويتية خلال خبر وصول الشيخ صباح لمطار روشستر بأنه في حالة صحية مستقرة
وسبق للشيخ صباح الأحمد أن أُدخل إلى مستشفى في الولايات المتحدة خلال قيامه بزيارة رسمية إلى هناك في عام 2019، بعد أن عانى مما وصفه الديوان الأميري بانتكاسة صحية عارضة مرت به في الكويت في أغسطس، إلى أن عاد إلى الكويت في أكتوبر من العام نفسه.
في يوم الثلاثاء 29 سبتمبر 2020 توفي الشيخ صباح الأحمد في الولايات المتحدة، عن عمر ناهز 91 عامًا، حيث نعاه الديوان الأميري في الكويت في بيان تلاه وزير شؤون الديوان الأميري آنذاك الشيخ علي الجراح الصباح، جاء فيه: «بسم الله الرحمن الرحيم ﴿يَـٰۤأَيَّتُهَا ٱلنَّفۡسُ ٱلۡمُطۡمَئِنَّةُ ۝٢٧ ٱرۡجِعِیۤ إِلَىٰ رَبِّكِ رَاضِيَةࣰ مَّرۡضِيَّةࣰ ۝٢٨ فَٱدۡخُلِی فِی عِبَـٰدِی ۝٢٩ وَٱدۡخُلِی جَنَّتِی ۝٣٠﴾
ببالغ الحزن والأسى ينعى الديوان الأميري إلى الشعب الكويتي والأمتين العربية والإسلامية وشعوب العالم الصديقة وفاة المغفور له بإذن الله تعالى صاحب السمو الشيخ صباح الأحمد الجابر الصباح أمير دولة الكويت الذي انتقل إلى جوار ربه
داعين الله عز وجل أن يتغمد الفقيد بواسع رحمته ويسكنه فسيح جناته ولا حول ولا قوة إلا بالله
إنا لله وإنا إليه راجعون». وكان التلفزيون الكويتي قد قطع برامجه المعتادة عند الساعة الرابعة والثلث تقريبًا من عصر يوم الثلاثاء ليذيع آيات من القرآن الكريم، في دلالةٍ تُشير عادةً إلى وفاة شخصية كبيرة من الأسرة الحاكمة، قبل أن يُذاع البيان بعد نحو نصف ساعة من ذلك. وقد أُعلِن في بيان آخر تلاه نائب رئيس مجلس الوزراء وزير الداخلية وزير الدولة لشؤون مجلس الوزراء أنس خالد الصالح مساء نفس اليوم في ختام اجتماع مجلس الوزراء الكويتي، عن الحداد لمدة أربعين يومًا في الكويت وإغلاق الدوائر الرسمية لمدة ثلاثة أيام، وأن مراسم العزاء ستُقام بعد أن يصل جثمان الأمير من الولايات المتحدة في اليوم الموالي الذي سيبدأ فيه حظر كلي ممتد حتى انتهائه، على أن تُقتصر مراسم صلاة الجنازة والدفن على حضور من الأسرة الحاكمة وبعض الشخصيات الأخرى فقط، وذلك مراعاة لإجراءات السلامة المُتّبعة في ظل جائحة كورونا. أعلن الصالح في بيانه أيضًا عن أن مجلس الوزراء الكويتي إعمالًا بالمادة الرابعة من الدستور الكويتي، نادى بولي العهد الشيخ نواف الأحمد الجابر الصباح أميرًا للبلاد.
وقد وصل جثمان الشيخ صباح الأحمد إلى الكويت عند الساعة 14:20 في يوم الأربعاء، 30 سبتمبر 2020، وكان أمير البلاد الشيخ نواف الأحمد في مقدمة الجموع التي حملت الجثمان من الطائرة الأميرية نحو سيارة الإسعاف المخصصة لنقله إلى مسجد بلال بن رباح وذلك عند الساعة 14:45، ثم وصلت السيارة التي تقل الجثمان إلى المسجد ضمن موكب أميري عند الساعة: 15:07، وأقيمت صلاة الجنازة عند الساعة 15:18 وذلك بعد الانتهاء من أداء صلاة العصر بحضور الأمير نواف الذي تقدّم المصلين، ثم نُقِل الجثمان ضمن موكب أميري تقدمه الأمير، إلى مقبرة الصليبيخات حيث وُري الثرى هناك عند الساعة الرابعة مساءً، وانتهت المراسم رسميًا بعد أن حث الأمير نواف بحفنة من التراب على قبر الأمير الراحل. كما أقيمت صلاة الغائب على الشيخ صباح الأحمد في المسجد الحرام والمسجد النبوي عقب صلاة العشاء من يوم 30 سبتمبر 2020. وعقب صلاة الظهر من يوم 1 أكتوبر 2020 في المسجد الأقصى.
وكما زار الكويت عدد من حكام الدول ووفود رسمية لتقديم التعازي إلى أمير الكويت الشيخ نواف الأحمد بوفاة الشيخ صباح

## ألقاب، أوسمة وتكريمات حصل عليها

### ألقابه
- 16 يونيو، 1929 - 13 يوليو 2003: سعادة الشيخ صباح الأحمد الجابر الصباح
- 13 يوليو 2003 - 29 يناير 2006: سمو الشيخ صباح الأحمد الجابر الصباح، رئيس وزراء دولة الكويت
- 29 يناير 2006 - 29 سبتمبر 2020: صاحب السمو الشيخ صباح الأحمد الجابر الصباح، أمير دولة الكويت
- 9 سبتمبر 2014 - 29 سبتمبر 2020: صاحب السمو الشيخ صباح الأحمد الجابر الصباح، قائد إنساني من قبل منظمة الأمم المتحدة

### الأوسمة
| - «وشاح الملك عبد العزيز من الطبقة الأولى» من المملكة العربية السعودية في 2 يوليو 2000. - «وسام الاستحقاق من الدرجة الأولى» من جمهورية كولومبيا في 10 يوليو 2002. - «قلادة الشرف» من جمهورية مالطا في 14 مارس 2004. - شهادة «الدكتوراة الفخرية في القانون» من جامعة جورج واشنطن في 30 يونيو 2005. - «قلادة الملك عبد العزيز» من المملكة العربية السعودية في 11 مارس 2006. - «وسام عيسى بن سلمان آل خليفة من الدرجة الممتازة» من مملكة البحرين في 12 مارس 2006. - «قلادة الاستقلال» من دولة قطر في 12 مارس 2006. - «وسام الشيخ زايد» من دولة الإمارات العربية المتحدة في 13 مارس 2006. - «الوسام المحمدي» من المملكة المغربية في 11 نوفمبر 2007 - «وسام جوقة الشرف الأكبر» من الجمهورية الفرنسية في 1 ديسمبر 2006. - «وسام الاستحقاق اللبناني من الدرجة الاستثانية برتبة وشاح أكبر» من الجمهورية اللبنانية في 20 يناير 2009. - «وسام الاستحقاق من الدرجة الأولى» لجمهوريات القوقاز في 24 يونيو 2009. - «وسام عمان المدني من الدرجة الأولى» من سلطنة عمان في 28 ديسمبر 2009. - «وسام الاستحقاق الرئاسي» لجمهورية إيطاليا في 26 أبريل 2010 | - «وسام الاستحقاق الرئاسي» لجمهورية ألمانيا في 27 أبريل 2010. - «وسام أمية ذو الوشاح الأكبر» من الجمهورية العربية السورية في 16 مايو 2010. - «قلادة الحسين بن علي» من المملكة الأردنية الهاشمية في 17 مايو 2010. - «قلادة الأرز الوطني من الرتبة الاستثنائية» من الجمهورية اللبنانية في 18 مايو 2010. - «قلادة المحرر سان مارتين» من الأرجنتين في 16 يناير 2011. - «قلادة كريسا نثموم الإمبراطورية» من اليابان في 21 مارس 2012. - «قلادة الاستحقاق لكاندولا» من الفلبين في 23 مارس 2012. - «وسام جيرج كاستريوت اسكندر بك» من ألبانيا في 26 مايو 2012. - «الوسام الأعظم من طبقة باث» من ملكة المملكة المتحدة إليزابيث الثانية في 27 نوفمبر 2012. - « لقب «قائد للعمل الإنساني» وتسمية دولة الكويت «مركزا للعمل الإنساني» الأمم المتحدة في 9 سبتمبر 2014. - «وسام آل سعيد» من سلطنة عمان في 20 فبراير 2017. - «الدكتوراة الفخرية» من جامعة الكويت في 6 مارس 2017. - «وسام الدولة» من جمهورية تركيا في 21 مارس 2017. - «وسام الاستحقاق العسكري برتبة قائد أعلى» في 18 سبتمبر 2020، من قبل الرئيس الأمريكي دونالد ترامب، تسلمه نيابة عن الأمير، الشيخ ناصر صباح الأحمد الصباح. |

## أماكن سُمِّيَت باسمه
| - محمية صباح الأحمد الطبيعية، محافظة الجهراء، دولة الكويت. - مدينة صباح الأحمد البحرية، محافظة الأحمدي، دولة الكويت. - قرية الشيخ صباح الأحمد التراثية، السالمي في محافظة الجهراء، دولة الكويت. - قاعدة صباح الأحمد البحرية (تُسمّى أيضًا: قاعدة صباح الأحمد لخفر السواحل)، وهي أكبر قاعدة لخفر السواحل في الشرق الأوسط، دولة الكويت. - مجمع ميادين صباح الأحمد الأولمبي للرماية، الصليبية في محافظة الجهراء، دولة الكويت. - «مركز صباح الأحمد للموهبة والإبداع»، محافظة العاصمة، دولة الكويت. - «مركز صباح الأحمد المالي العالمي»، دولة الكويت. - «مركز صباح الأحمد لأمراض القلب» في المستشفى الأميري، دولة الكويت. - «مركز صباح الأحمد للمسالك والكلى»، في منطقة الصباح الصحية، دولة الكويت. | - مدينة صباح الأحمد، محافظة الأحمدي، دولة الكويت. - «جمعية مدينة صباح الأحمد التعاونية»، مدينة صباح الأحمد. - «مركز صباح الأحمد الصحي»، مدينة صباح الأحمد. - «مخفر شرطة مدينة صباح الأحمد»، مدينة صباح الأحمد. - «مركز إطفاء مدينة صباح الأحمد»، مدينة صباح الأحمد. - شارع الشيخ صباح الأحمد الجابر الصباح، حي السليمانية في الرياض عاصمة المملكة العربية السعودية. - شارع الشيخ صباح الأحمد، «حي الخالدية» في جدة في المملكة العربية السعودية. - «شارع الشيخ صباح الأحمد» في الدوحة عاصمة دولة قطر. - «شارع صباح الأحمد الصباح» في القصر في محافظة الكرك في المملكة الأردنية الهاشمية. |

## كُتِبَ عنه
| - «رواد الديمقراطية في الكويت»، تأليف: «فيصل أحمد عثمان الحيدر». - «صباح الأحمد: 40 عاما من الدبلوماسية»، صادر عن: مركز المعلومات والأبحاث - وكالة الأنباء الكويتية. عام: 2003. - «سمو الشيخ صباح الأحمد الجابر الصباح: عزيمة وبناء»، صادر عن: مركز البحوث والدراسات الكويتية. عام: 2004. - «عميد الدبلوماسية في العالم: سمو الشيخ صباح الأحمد الجابر - 40 عاما وزيرا للخارجية»، تأليف: رياض عبد الله ملا محمد. عام: 2004. - «حضرة صاحب السمو أمير البلاد الشيخ صباح الأحمد الجابر الصباح: مسيرة حياة»، تأليف: مجموعة باحثين. صادر عن: مكتبة ذات السلاسل. عام: 2006. - «صاحب السمو الشيخ صباح الأحمد الجابر الصباح أمير دولة الكويت وقائد مسيرتها»، صادر عن: مركز البحوث والدراسات الكويتية. عام: 2006. | - «خطاب الإصلاح والتنمية في فكر صاحب السمو الأمير الشيخ صباح الأحمد الجابر الصباح - رؤية تحليلية استشرافية للإصلاح والتنمية في دولة الكويت»، تأليف: فهد يوسف الفضالة. صادر عن: مركز دراسات الخليج والجزيرة العربية - جامعة الكويت. عام: 2009. - «الشيخ صباح الأحمد الجابر الصباح: قائد إنساني»، صادر عن: مركز المعلومات والأبحاث - وكالة الأنباء الكويتية. عام: 2014. - «المضامين التربوية في خطابات صاحب السمو الشيخ صباح الأحمد الجابر الصباح أمير دولة الكويت» (دراسة تحليلية)، تأليف: فاطمة ناصر بن رجب. صادر عن: مركز دراسات الخليج والجزيرة العربية - جامعة الكويت. عام: 2016. - ««أمير السلام»: توثيق لعمل اللجنة السداسية برئاسة الشيخ صباح الأحمد لحل الأزمة اللبنانية 1989 وزيارته التاريخية إلى لبنان 2010»، تأليف محمد بسام الحسيني. صادر عن: دار «بلاتينيوم بوك». عام: 2017. |

## وصلات خارجية
- صباح الأحمد الجابر الصباح على موقع مونزينجر (الألمانية)
- صباح الأحمد الجابر الصباح على موقع إن إن دي بي (الإنجليزية)
- الديوان الأميري

| صباح الأحمد الجابر الصباح آل صباحولد: 16 يونيو 1929 توفي: 29 سبتمبر 2020 |                                                 |                                |
| منصب                                                                     |                                                 |                                |
| سبقه سعد العبد الله السالم الصباح                                        | أمير الكويت 29 يناير 2006 – 29 سبتمبر 2020      | تبعه نواف الأحمد الجابر الصباح |
| المناصب السياسية                                                         |                                                 |                                |
| سبقه سعد العبد الله السالم الصباح                                        | رئيس وزراء الكويت 13 يوليو 2003 – 29 يناير 2006 | تبعه ناصر المحمد الأحمد الصباح |